# Cyril Suk
Cyril Suk III (Praga, 29 gennaio 1967) è un ex tennista ceco.

## Biografia
Proviene da un'importante "famiglia tennistica". Sua madre, Věra Suková, ha raggiunto la finale del singolare femminile nel Torneo di Wimbledon 1962, suo padre è stato presidente della federazione tennistica cecoslovacca. Sua sorella, Helena Suková, ha raggiunto quattro finali dello Slam nel singolare e ha vinto 14 titoli tra il doppio femminile e il doppio misto. Cyril proprio assieme alla sorella ha vinto tre titoli dello slam nel doppio misto negli anni '90.
Suk, che è stato uno specialista nel doppio, ha vinto un titolo del Grande Slam nel doppio maschile e quattro titoli nel doppio misto. Nel 1985 assieme a Petr Korda vinse il doppio ragazzi all'Open di Francia e a fine anno risultarono primi nel ranking del doppio ragazzi. Suk vinse il suo primo titolo nel doppio misto all'Open di Francia 1991 in coppia con la sorella Helena. L'anno successivo vince il doppio misto al Torneo di Wimbledon 1992 insieme a Larisa Neiland. Partecipò ad altri due tornei di Wimbledon assieme alla sorella, nel 1996 e nel 1997 vincendoli entrambi.
Nel 1998 partecipò allo US Open insieme a Sandon Stolle e riuscì a vincere il torneo. Suk raggiunse la settima posizione in classifica nel doppio nel 1994 mentre raggiunse la più alta posizione nel singolo (180) nel 1988. Nel 2003 è stato scelto come capitano del team della Repubblica Ceca in Coppa Davis.

## Vita privata
Si è sposato con Lenka nel 1991. I due hanno avuto un figlio, Cyril IV, l'anno successivo, e una figlia, Natalie Mia, nel 1996.

## Statistiche

### Doppio

#### Vittorie (32)
| Legenda                     |
| Grande Slam (1)             |
| Tennis Masters Cup (0)      |
| ATP Masters Series (2)      |
| ATP Championship Series (7) |
| ATP Tour (22)               |

| Titoli per superficie |
| Cemento (12)          |
| Terra rossa (9)       |
| Erba (6)              |
| Sintetico (5)         |

| N.  | Data | Torneo                                                        | Superficie  | Compagno        | Avversari in finale                  | Punteggio           |
| 1.  | 1989 | ATP Saint-Vincent, Saint-Vincent                              | Terra rossa | Josef Čihák     | Massimo Cierro Alessandro De Minicis | 6–4, 6–2            |
| 2.  | 1991 | ATP Praga, Praga                                              | Terra rossa | Vojtěch Flégl   | Libor Pimek Daniel Vacek             | 6–4, 6–2            |
| 3.  | 1991 | Grand Prix de Tennis de Toulouse, Tolosa                      | Cemento (i) | Tom Nijssen     | Jeremy Bates Kevin Curren            | 4–6, 6–3, 7–6       |
| 4.  | 1991 | Grand Prix de Tennis de Lyon, Lione                           | Sintetico   | Tom Nijssen     | Steve DeVries David Macpherson       | 7–6, 6–3            |
| 5.  | 1992 | Eurocard Open, Stoccarda                                      | Sintetico   | Tom Nijssen     | John Fitzgerald Anders Järryd        | 6–3, 6–7, 6–3       |
| 6.  | 1992 | Swiss Indoors, Basilea                                        | Cemento (i) | Tom Nijssen     | Karel Nováček David Rikl             | 6–3, 6–4            |
| 7.  | 1993 | Halle Open, Halle (Westf.)                                    | Erba        | Petr Korda      | Mike Bauer Marc-Kevin Goellner       | 7–6, 5–7, 6–3       |
| 8.  | 1993 | Stuttgart Open, Stoccarda                                     | Terra rossa | Tom Nijssen     | Gary Muller Piet Norval              | 7–6, 6–3            |
| 9.  | 1993 | ATP Volvo International, New Haven                            | Cemento     | Daniel Vacek    | Steve DeVries David Macpherson       | 6–3, 7–6            |
| 10. | 1994 | Oahu Open, Oahu                                               | Cemento     | Tom Nijssen     | Alex O'Brien Jonathan Stark          | 6–4, 6–4            |
| 11. | 1994 | Milan Indoor, Milano                                          | Sintetico   | Tom Nijssen     | Hendrik Jan Davids Piet Norval       | 4–6, 7–6, 7–6       |
| 12. | 1995 | ATP Nizza, Nizza                                              | Terra rossa | Daniel Vacek    | Luke Jensen David Wheaton            | 3–6, 7–6, 7–6       |
| 13. | 1995 | Rome Masters, Roma                                            | Terra rossa | Daniel Vacek    | Jan Apell Jonas Björkman             | 6–3, 6–4            |
| 14. | 1995 | Pilot Pen Tennis, New Haven                                   | Cemento     | Daniel Vacek    | Rick Leach Scott Melville            | 5–7, 7–6, 7–6       |
| 15. | 1995 | Swiss Indoors, Basilea                                        | Cemento (i) | Daniel Vacek    | Mark Keil Peter Nyborg               | 3–6, 6–3, 6–3       |
| 16. | 1996 | ATP Ostrava, Ostrava                                          | Sintetico   | Sandon Stolle   | Ján Krošlák Karol Kučera             | 7–6, 6–3            |
| 17. | 1997 | Kremlin Cup, Mosca                                            | Sintetico   | Martin Damm     | David Adams Fabrice Santoro          | 6–4, 6–3            |
| 18. | 1998 | Tennis Channel Open, Las Vegas                                | Cemento     | Michael Tebbutt | Kent Kinnear David Wheaton           | 4–6, 6–1, 7–6       |
| 19. | 1998 | U.S. Open, New York                                           | Cemento     | Sandon Stolle   | Mark Knowles Daniel Nestor           | 4–6, 7–6, 6–2       |
| 20. | 1999 | Swiss Open Gstaad, Gstaad                                     | Terra rossa | Donald Johnson  | Aleksandar Kitinov Eric Taino        | 7–5, 7–6(4)         |
| 21. | 2000 | Rosmalen Open, 's-Hertogenbosch                               | Erba        | Martin Damm     | Paul Haarhuis Sandon Stolle          | 6–4, 6(5)–7, 7–6(5) |
| 22. | 2000 | Austrian Open, Kitzbühel                                      | Terra rossa | Pablo Albano    | Joshua Eagle Andrew Florent          | 6–3, 3–6, 6–3       |
| 23. | 2002 | Delray Beach International Tennis Championships, Delray Beach | Cemento     | Martin Damm     | David Adams Ben Ellwood              | 6–4, 6(5)–7, [10-5] |
| 24. | 2002 | Rome Masters, Roma                                            | Terra rossa | Martin Damm     | Wayne Black Kevin Ullyett            | 7–5, 7–5            |
| 25. | 2002 | Rosmalen Open, 's-Hertogenbosch                               | Erba        | Martin Damm     | Paul Haarhuis Brian MacPhie          | 7–6(6), 6(6)–7, 6–4 |
| 26. | 2003 | Qatar Open ATP, Doha                                          | Cemento     | Martin Damm     | Mark Knowles Daniel Nestor           | 6–4, 7–6(8)         |
| 27. | 2003 | Rosmalen Open, 's-Hertogenbosch                               | Erba        | Martin Damm     | Donald Johnson Leander Paes          | 7–5, 7–6(4)         |
| 28. | 2003 | Austrian Open, Kitzbühel                                      | Terra rossa | Martin Damm     | Jürgen Melzer Alexander Peya         | 6–4, 6–4            |
| 29. | 2004 | Qatar Open ATP, Doha                                          | Cemento     | Martin Damm     | Stefan Koubek Andy Roddick           | 6–2, 6–4            |
| 30. | 2004 | Rosmalen Open, 's-Hertogenbosch                               | Erba        | Martin Damm     | Lars Burgsmüller Jan Vacek           | 6–3, 6(7)–7, 6–3    |
| 31. | 2004 | Vienna Open, Vienna                                           | Cemento (i) | Martin Damm     | Gastón Etlis Martín Rodríguez        | 6(4)–7, 6–4, 7–6(4) |
| 32. | 2005 | Rosmalen Open, 's-Hertogenbosch                               | Erba        | Pavel Vízner    | Tomáš Cibulec Leoš Friedl            | 6–3, 6–4            |

#### Finali perse (27)
| N.  | Data | Torneo                                   | Superficie  | Compagno           | Avversari in finale                 | Punteggio        |
| 1.  | 1989 | Stuttgart Open, Stoccarda                | Terra rossa | Florin Segărceanu  | Petr Korda Tomáš Šmíd               | 6–3, 6–4         |
| 2.  | 1991 | Milan Indoor, Milano                     | Sintetico   | Tom Nijssen        | Omar Camporese Goran Ivanišević     | 6–4, 7–6         |
| 3.  | 1991 | Estoril Open, Estoril                    | Terra rossa | Tom Nijssen        | Paul Haarhuis Mark Koevermans       | 6–3, 6–3         |
| 4.  | 1991 | Eurocard Open, Stoccarda                 | Sintetico   | Tom Nijssen        | John Fitzgerald Anders Järryd       | 7–5, 6–2         |
| 5.  | 1992 | Swiss Open Gstaad, Gstaad                | Terra rossa | Petr Korda         | Hendrik Jan Davids Libor Pimek      | W/O              |
| 6.  | 1992 | ATP Bolzano, Bolzano                     | Sintetico   | Tom Nijssen        | Anders Järryd Bent-Ove Pedersen     | 6–1, 6–7, 6–3    |
| 7.  | 1993 | Milan Indoor, Milano                     | Sintetico   | Tom Nijssen        | Mark Kratzmann Wally Masur          | 4–6, 6–3, 6–4    |
| 8.  | 1993 | Paris Masters, Parigi                    | Sintetico   | Tom Nijssen        | Byron Black Jonathan Stark          | 4–6, 7–5, 6–2    |
| 9.  | 1995 | Eurocard Open, Stoccarda                 | Sintetico   | Daniel Vacek       | Grant Connell Patrick Galbraith     | 6–2, 6–2         |
| 10. | 1995 | Washington Open, Washington              | Cemento     | Petr Korda         | Olivier Delaître Jeff Tarango       | 1–6, 6–3, 6–2    |
| 11. | 1995 | Romanian Open, Bucarest                  | Terra rossa | Daniel Vacek       | Mark Keil Jeff Tarango              | 6–4, 7–6         |
| 12. | 1995 | Madrid Masters, Essen                    | Sintetico   | Daniel Vacek       | Jacco Eltingh Paul Haarhuis         | 7–5, 6–4         |
| 13. | 1996 | ATP Rotterdam, Rotterdam                 | Sintetico   | Hendrik Jan Davids | David Adams Marius Barnard          | 6–3, 5–7, 7–6    |
| 14. | 1996 | Cincinnati Masters, Cincinnati           | Cemento     | Sandon Stolle      | Mark Knowles Daniel Nestor          | 3–6, 6–3, 6–4    |
| 15. | 1996 | RCA Championships, Indianapolis          | Cemento     | Petr Korda         | Jim Grabb Richey Reneberg           | 7–6, 4–6, 6–4    |
| 16. | 1997 | Dubai Tennis Championships, Dubai        | Cemento     | Sandon Stolle      | Sander Groen Goran Ivanišević       | 7–6, 6–3         |
| 17. | 1997 | European Community Championship, Anversa | Cemento (i) | Sandon Stolle      | David Adams Olivier Delaître        | 3–6, 6–2, 6–1    |
| 18. | 1997 | Queen's Club Championships, Londra       | Erba        | Sandon Stolle      | Mark Philippoussis Patrick Rafter   | 6–2, 4–6, 7–5    |
| 19. | 1998 | Swiss Open Gstaad, Gstaad                | Terra rossa | Daniel Orsanic     | Gustavo Kuerten Fernando Meligeni   | 6–4, 7–5         |
| 20. | 2001 | Rosmalen Open, 's-Hertogenbosch          | Erba        | Martin Damm        | Paul Haarhuis Sjeng Schalken        | 6–4, 6–4         |
| 21. | 2002 | Auckland Open, Auckland                  | Cemento     | Martín García      | Jonas Björkman Todd Woodbridge      | 7–6, 7–6         |
| 22. | 2003 | Halle Open, Halle (Westf.)               | Erba        | Martin Damm        | Jonas Björkman Todd Woodbridge      | 6–3, 6–4         |
| 23. | 2003 | Pilot Pen Tennis, Long Island            | Cemento     | Martin Damm        | Robbie Koenig Martín Rodríguez      | 6–3, 7–6         |
| 24. | 2004 | Open 13, Marsiglia                       | Cemento (i) | Martin Damm        | Mark Knowles Daniel Nestor          | 7–5, 6–3         |
| 25. | 2005 | ATP Rotterdam, Rotterdam                 | Cemento (i) | Pavel Vízner       | Jonathan Erlich Andy Ram            | 6–4, 4–6, 6–3    |
| 26. | 2006 | ATP Pörtschach, Pörtschach               | Terra rossa | Oliver Marach      | Paul Hanley Jim Thomas              | 6–3, 4–6, [10-5] |
| 27. | 2006 | Austrian Open, Kitzbühel                 | Terra rossa | Oliver Marach      | Philipp Kohlschreiber Stefan Koubek | 6–2, 6–3         |

## Risultati in progressione

### Doppio
| Torneo                                          | Torneo                                          | 1986               | 1987               | 1988               | 1989               | 1990  | 1991  | 1992  | 1993  | 1994  | 1995  | 1996  | 1997  | 1998  | 1999  | 2000  | 2001  | 2002  | 2003  | 2004  | 2005  | 2006  | 2007  | Titoli  | V-S     |
| Grande Slam                                     |                                                 |                    |                    |                    |                    |       |       |       |       |       |       |       |       |       |       |       |       |       |       |       |       |       |       |         |         |
| Australian Open, Melbourne                      | Australian Open, Melbourne                      | A                  | A                  | A                  | 1T                 | 2T    | 2T    | QF    | 2T    | QF    | 2T    | 3T    | 2T    | 3T    | 1T    | A     | 1T    | 1T    | 3T    | 2T    | 2T    | 3T    | A     | 0 / 17  | 21–17   |
| Roland Garros, Parigi                           | Roland Garros, Parigi                           | A                  | 2T                 | 2T                 | 2T                 | 2T    | QF    | 2T    | 2T    | 3T    | 2T    | 2T    | 1T    | 1T    | 1T    | 1T    | QF    | QF    | 2T    | 1T    | 2T    | 2T    | 1T    | 0 / 21  | 21–21   |
| Wimbledon, Londra                               | Wimbledon, Londra                               | A                  | 1T                 | A                  | 2T                 | 1T    | 3T    | 1T    | 2T    | QF    | 1T    | 2T    | 3T    | 3T    | 1T    | 3T    | 2T    | QF    | QF    | 3T    | 3T    | 3T    | 1T    | 0 / 20  | 27–20   |
| US Open, New York                               | US Open, New York                               | A                  | A                  | A                  | A                  | 1T    | 1T    | 3T    | 3T    | QF    | 2T    | 1T    | QF    | V     | 3T    | 1T    | 2T    | 1T    | QF    | 3T    | QF    | 1T    | 1T    | 1 / 18  | 28–17   |
| Titoli                                          | Titoli                                          | 0 / 0              | 0 / 2              | 0 / 1              | 0 / 3              | 0 / 4 | 0 / 4 | 0 / 4 | 0 / 4 | 0 / 4 | 0 / 4 | 0 / 4 | 0 / 4 | 1 / 4 | 0 / 4 | 0 / 3 | 0 / 4 | 0 / 4 | 0 / 4 | 0 / 4 | 0 / 4 | 0 / 4 | 0 / 3 | 1 / 76  | N/A     |
| Vittorie-Sconfitte                              | Vittorie-Sconfitte                              | 0–0                | 1–2                | 1–1                | 2–3                | 2–4   | 6–4   | 6–4   | 5–4   | 11–4  | 3–4   | 4–4   | 6–4   | 10–3  | 2–4   | 2–3   | 4–4   | 6–4   | 9–4   | 5–4   | 7–4   | 5–4   | 0–3   | N/A     | 97–75   |
| Tennis Masters Cup / ATP World Tour Finals      |                                                 |                    |                    |                    |                    |       |       |       |       |       |       |       |       |       |       |       |       |       |       |       |       |       |       |         |         |
| Masters Grand Prix/ATP Tour World Championships | Masters Grand Prix/ATP Tour World Championships | A                  | A                  | A                  | A                  | A     | RR    | RR    | RR    | RR    | SF    | A     | A     | RR    | A     | A     | A     | A     | RR    | A     | A     | A     | A     | 0 / 7   | 3–22    |
| Masters Series                                  |                                                 |                    |                    |                    |                    |       |       |       |       |       |       |       |       |       |       |       |       |       |       |       |       |       |       |         |         |
| Indian Wells                                    | Indian Wells                                    | Non Masters Series | Non Masters Series | Non Masters Series | Non Masters Series | A     | A     | 1T    | A     | A     | A     | A     | 1T    | QF    | 1T    | 1T    | 1T    | 1T    | QF    | QF    | 2T    | 1T    | A     | 0 / 11  | 6–11    |
| Key Biscayne                                    | Key Biscayne                                    | Non Masters Series | Non Masters Series | Non Masters Series | Non Masters Series | A     | 1T    | 3T    | 2T    | 2T    | 2T    | 3T    | 3T    | QF    | QF    | 2T    | 2T    | 2T    | QF    | QF    | 1T    | QF    | A     | 0 / 16  | 14–16   |
| Monte Carlo                                     | Monte Carlo                                     | Non Masters Series | Non Masters Series | Non Masters Series | Non Masters Series | 2T    | 1T    | SF    | 1T    | 1T    | 1T    | 1T    | A     | 1T    | SF    | 1T    | 2T    | QF    | QF    | SF    | 2T    | 1T    | A     | 0 / 16  | 12–16   |
| Roma                                            | Roma                                            | Non Masters Series | Non Masters Series | Non Masters Series | Non Masters Series | QF    | 1T    | 1T    | SF    | 1T    | V     | 1T    | SF    | 2T    | SF    | A     | SF    | V     | SF    | 2T    | 1T    | 1T    | A     | 2 / 16  | 27–14   |
| Amburgo                                         | Amburgo                                         | Non Masters Series | Non Masters Series | Non Masters Series | Non Masters Series | SF    | QF    | SF    | 2T    | QF    | 1T    | 1T    | A     | 2T    | 2T    | A     | 1T    | 2T    | QF    | 2T    | 1T    | 1T    | A     | 0 / 15  | 10–15   |
| Montreal / Toronto                              | Montreal / Toronto                              | Non Masters Series | Non Masters Series | Non Masters Series | Non Masters Series | A     | A     | A     | A     | A     | 2T    | 2T    | 2T    | QF    | 1T    | 1T    | 1T    | 2T    | SF    | 2T    | 2T    | 1T    | A     | 0 / 12  | 9–10    |
| Cincinnati                                      | Cincinnati                                      | Non Masters Series | Non Masters Series | Non Masters Series | Non Masters Series | A     | A     | A     | A     | QF    | 1T    | F     | QF    | 2T    | 2T    | 1T    | QF    | SF    | QF    | 2T    | 2T    | 1T    | A     | 0 / 13  | 15–13   |
| Madrid Stoccarda                                | Madrid Stoccarda                                | Non Masters Series | Non Masters Series | Non Masters Series | Non Masters Series | 2T    | F     | QF    | QF    | 2T    | F     | 2T    | 2T    | 2T    | 1T    | A     | 1T    | QF    | QF    | SF    | A     | A     | A     | 0 / 14  | 15–14   |
| Parigi                                          | Parigi                                          | Non Masters Series | Non Masters Series | Non Masters Series | Non Masters Series | A     | 1T    | QF    | F     | 2T    | 2T    | QF    | 2T    | QF    | 1T    | A     | QF    | 2T    | 1T    | QF    | A     | A     | A     | 0 / 13  | 13–13   |
| Titoli                                          | Titoli                                          | N/A                | N/A                | N/A                | N/A                | 0 / 4 | 0 / 6 | 0 / 7 | 0 / 6 | 0 / 7 | 1 / 8 | 0 / 8 | 0 / 7 | 0 / 9 | 0 / 9 | 0 / 5 | 0 / 9 | 1 / 9 | 0 / 9 | 0 / 9 | 0 / 7 | 0 / 7 | 0 / 0 | 2 / 126 | N/A     |
| Vittorie-Sconfitte                              | Vittorie-Sconfitte                              | N/A                | N/A                | N/A                | N/A                | 7–4   | 5–6   | 8–7   | 8–6   | 3–7   | 8–7   | 9–8   | 8–6   | 9–9   | 10–9  | 1–5   | 9–9   | 13–8  | 10–8  | 8–9   | 3–7   | 2–7   | 0–0   | N/A     | 121–122 |
| Ranking                                         | Ranking                                         | 153                | 108                | 88                 | 88                 | 75    | 18    | 17    | 9     | 24    | 8     | 32    | 23    | 11    | 41    | 58    | 35    | 14    | 16    | 16    | 26    | 37    | N/A   | N/A     |         |